# Altino
Altino är en ort och kommun i provinsen Chieti i regionen Abruzzo i Italien. Kommunen hade 3 164 invånare (2018).